# منطقه ۱۷ شهرداری تهران
من‍طقه ۱۷ ش‍هرداری ت‍هران در جن‍وب غربی ش‍هر ت‍هران واق‍ع‌شده‌است. منطقه هفده با مناطق شش‌گانه نوزده، هیجده، شانزده، یازده، ده، نه همسایه است. این منطقه از شمال به خیابان قزوین، از شرق به بزرگراه نواب، از جنوب به بزرگراه چراغی و از غرب به بزرگراه آیت‌الله سعیدی محدود است. از این منطقه به عنوان یکی از متراکم‌ترین مناطق شهر تهران یاد می‌شود. این منطقه از سه ناحیه و چهارده محله تشکیل شده‌است. از جمله محله‌های قدیمی و مطرح آن می‌توان اشاره کرد به آذری، امامزاده حسن، باغ خزانه، بلورسازی، ابوذر، یافت‌آباد و وصفنارد. محدوده آن تحت تأثیر دوگسل مخاطره‌آمیز زلزله تهران قرار دارد. در نتیجه در مقابله با بروز سوانح ناشی‌از وقوع زلزله، یکی از آسیب‌پذیرترین مناطق تهران محسوب می‌گردد. چهره‌های متعدد فرهنگی، ورزشی، هنری در محله‌های این منطقه به متولد شده و بزرگ شدند.

## تاریخچه
بر اساس گزارش‌های تاریخی منطقه هفده کنونی شهرداری تهران، از دوره خلافت اموی بر ایران و زمامداری عبدالملک بن مروان سابقه سکونتگاهی دارد. بقعه امامزده حسن به عنوان یکی از اهالی این محدوده همچنان در منطقه هفده تهران برجای است. این بقعه از قدیمی‌ترین مکان‌های منطقه یاد شده‌است، ساختمان بقعه در شمار آثار ملی به ثبت رسیده‌است. مستند به روایت‌های تاریخی در آن دوره زمانی از این محدوده به عنوان قریه جی اولیا یاد می‌شده‌است بخشی از ولایت ری قدیم به‌شمار می‌آمده‌است. این قریه را حاصلخیز و دارای کشت و زرع توصیف کردند. با درگذشت امامزاده حسن، آرامگاه او به عنوان زیارتگاه‌ها محل رجوع و توسل مردمان آن روزگار بوده‌است، در همان دوران است که هسته‌های اولیه سکونت گزینی در این محدوده شکل گرفت.
- عمده مراحل تکوین و گسترش کالبدی منطقه در سال‌های دهه سی رقم خورد. در فاصله سال‌های ۱۳۳۵ تا ۱۳۴۸ همزمان با مهاجرت جمعیت به تهران براثر تأثیرات حاصل از اصلاحات اراضی سال‌های ۴۲–۱۳۴۰، مهاجرت و اسکان جمعیت در سطح منطقه آغاز شد. به دنبال آن بخش عمده‌ای از اراضی کشاورزی منطقه تغییر کاربری یافت و به اراضی شهری تبدیل شد. روند تغییر کاربری اراضی منطقه از کاربری کشاورزی به کاربری‌های شهری در طول سال‌های بعد از ۱۳۴۸ نیز ادامه یافت تا اینکه در سال ۱۳۵۸ تقریباً تمامی اراضی منطقه تغییر کاربری یافته و به اراضی مسکونی و شهری تبدیل شدند.[۶]
- تهران دهه چهل خورشیدی به بعد دستخوش تحولات گسترده کالبدی و اجتماعی می‌شود و منطقه هفده تهران هم بی‌تاثیر از این تحولات نبوده‌است. تحولاتی که فاقد برنامه، چشم‌انداز و راهبردی مشخص رقم خورد و بر اساس اسناد فرادست و مستندات در دسترس عمدتاً در پاسخ به نیازهای افزایش جمعیت و سیل مهاجرت به تهران رقم خورده‌است. در پی این گسترش فاقد بی‌برنامه، محدوده منطقه هفده تقریباً طی هفتاد سال از محدوده‌ای با کاربری غالب کشاورزی، باغ‌داری و دام‌پروری به منطقه‌ای با کاربری مسکونی، صنعتی و تجاری تغییر ماهیت داد.[۶]
- براساس طرح جامع قدیمی تهران اراضی تهران به دو محدوده ۵ و ۲۵ ساله تقسیم شد.[۶] براساس این تقسیم‌بندی، منطقه هفده هم به دو قسمت تفکیک می‌شود. در واقع، اراضی بخش‌های شمال، شمال شرق و مرکزی منطقه هفده در محدوده ۵ ساله و در هسته مرکزی تهران قدیم و بقیه اراضی این منطقه در محدوده ۲۵ ساله قرار گرفت. متناسب با این تقسیم‌بندی، برای منطقه هفده در آن زمان سه کارکرد تعریف شد: کاربری مسکونی برای محدوده ۵ ساله، کاربری صنعتی برای شمال غرب منطقه (در کناره جاده قدیم ساوه) و کاربری کشاورزی برای اراضی واقع در محدوده ۲۵ ساله که خارج از دو پهنه مسکونی و صنعتی بوده‌است. تقریباً از دهه ۱۳۴۰ طرح‌ها و برنامه‌های مختلفی برای تهران تهیه، تصویب و اجرا شد. این طرح‌ها و برنامه‌ها تأثیرات گوناگونی بر ساختار فضایی تهران و استقرار فعالیت‌های اقتصادی در سطح آن بر جای گذاشت. بارگذاری‌های انجام شده در سطح شهر تهران به دلیل اجرای برنامه‌های مختلف، سبب اشباع فضایی اراضی تهران و افزایش قیمت زمین در محدوده قانونی آن شد. اشباع فضایی اراضی و افزایش قیمت زمین باعث شد بخشی از فعالیت‌های اقتصادی به همراه اقشار کم‌درآمد اجتماعی به نقاط حاشیه‌ای آن روز تهران رانده شوند. قابل فرض است که هدف غایی از این مهاجرت‌ها در درجه اول یافتن کارو در وهله بعد احداث سرپناهی به منظور سکونت بود. از این‌رو، اراضی واقع در محدوده ۲۵ ساله تهران به علت قیمت پایین زمین و نزدیکی به محل کار مورد توجه آنان قرار گرفت.[۶] فشار بر روی تملک اراضی حاشیه‌ای واقع در محدوده ۲۵ ساله و ساخت و سازهای غیرمجاز در این اراضی، مدیریت شهری وقت را به چاره‌اندیشی واداشت. سال ۱۳۵۷، شورای نظارت بر گسترش شهر تهران محدوده خدماتی شهر تهران را در جهات چهارگانه تا خط محدوده ۲۵ ساله طرح جامع قدیم مورد تصویب قرار داد و مقرر شد شهرداری تهران ظرف مدت سه ماه خط کمربند سبز و خط محدوده ۲۵ ساله را روی نقشه منعکس و مختصات و عوارض طبیعی و داخل آن را مشخص نماید.[۶]
- نقطه عطف تحولات کالبدی و کارکردی این منطقه را باید در دهه‌های ۱۳۵۰ و ۱۳۶۰ جستجو کرد.[۶] به بیان دیگر، نرخ بالای رشد جمعیت به همراه مهاجرت سیل‌گونه روستاییان و ساکنان سایر شهرهای دور یا نزدیک به پایتخت منجر به ساخت و ساز غیراصولی و بی‌برنامه در محدوده ۲۵ ساله شد. در منطقه هفده به دلیل ویژگی‌های خاص آن (نزدیکی به مرکز شهر، موقعیت مناسب از نظر سهولت دسترسی‌ها، ویژگی‌های جغرافیایی) این واقعه با سرعت بسیار زیادی اتفاق افتاد و جمعیت فراوانی را در خود جای داد. سال ۱۳۵۹ و هم‌زمان با آزادسازی باقی‌مانده اراضی ۲۵ ساله، صنایع متنوعی در سطح منطقه مستقر شدند و به دنبال آن نوع اشتغال جدیدی در سطح منطقه رواج یافت.[۶] روند سریع شکل‌گیری بافت در گذشته، باعث ایجاد بافتی متراکم با معبرهای عمدتاً کم‌عرض و طولانی و فرسودگی درصد قابل توجهی از واحدهای مسکونی در حال حاضر شده‌است. روند شکل‌گیری بافت این محله را به سه دوره می‌توان تقسیم کرد.[۶]

1. دوره اول: ساخت و سازهای غیراصولی با رشدی قارچ‌گونه مبتنی بر امکانات محدود و باورهای ذهنی مهاجرین
2. دوره دوم: مهم‌ترین ویژگی این دوره که نتیجه بلافصل دوره اول می‌باشد عبارت است از شکل غیر هندسی بلوک‌ها و عرض بسیار کم معابر و دسترسی ناکافی به خدمات عمومی و تأسیسات و تجهیزات شهری
3. دوره سوم: که تاکنون نیز ادامه پیدا کرده‌است دارای عرض شبکه دسترسی مناسبی بوده و بناها نیز دارای کیفیت مطلوب‌تری می‌باشند

- در فرایند تحول کالبدی منطقه، هم‌جواری اراضی آن با دو محور ارتباطی اصلی (خیابان قزوین و جاده ساوه) سبب شد که عموماً اراضی مجاور این دو محور با تفکیک شود. قطعات بزرگ به کاربری‌های صنعتی، حمل و نقل، انبارداری و خدمات وابسته به آن‌ها تغییر کاربری یافت.[۶] سایر اراضی نیز با هدف اسکان هرچه بیشتر جمعیت به قطعات بسیار کوچک متناسب با قدرت خرید اقشار کم‌درآمد تفکیک شد؛ این روند در نهایت منجر به ساخت واحدهای مسکونی ناکارآمد و غیرضابطه‌مند منجر شد. عبور دو خط راه‌آهن تهران-تبریز و تهران-اهواز هم به انفصال بافت منطقه دامن بزند که در سال‌های اخیر با تملک اراضی از سویی شهرداری منطقه برای آزادسازی آن‌ها و استفاده از زیر گذر برای خط راه‌آهن تهران - تبریز برخی از کبودها و چالش‌ها در انسجام‌بخشی به منطقه مرتفع شده‌است. مجموعه فراز و نشیب‌های یاد شده باعث شد، بافت کالبدی منطقه از ویژگی‌های نامناسبی به شرح زیر برخوردار باشد.[۶]

1. فرسودگی و تراکم شدید
2. عدم انسجام و انفصال بافت منطقه
3. فقدان منظم در نوع کاربری و تداخل شدید کاربری‌ها

## اطلاعات عمومی
در این بخش اطلاعات جمعیتی، وسعت و محدوده و دیگر ویژگی‌های منطقه ارائه می‌شود.
محدوده
منطقه هفده با مناطق شش‌گانه نوزده، هیجده، شانزده، یازده، ده، نه همسایه است. این منطقه از شمال به خیابان قزوین، از شرق به بزرگراه نواب، از جنوب به بزرگراه چراغی و از غرب به بزرگراه آیت‌الله سعیدی محدود است. از این منطقه به عنوان یکی از متراکم‌ترین مناطق شهر تهران یاد می‌شود.
وسعت و جمعیت
منطقه هفده ۸۲۴/۳۶ هکتار وسعت و مجموعاً ۸٫۲۲ کیلومتر مربع مساحت دارد. این منطقه ۱/۱۵ درصد از کل اراضی محدوده قانونی تهران را در اختیار دارد. از مجموعه مساحت آن، ۲٫۴ کیلومتر مربع آن بافت فرسوده تشخیص داده شده‌است. مجموعاً ۲۹ درصد مساحت منطقه بافت فرسوده‌است. قریب ۵۰ درصد هم به عنوان بافت ناپایدار توصیف شده‌است.
مستند به گزارش سایت شهرداری منطقه در سال ۱۴۰۰ جمعیت کل ۲۷۸۳۵۴ نفر است که از این میزان شمار جمعیت زن‌ها ۱۳۸۲۲۳ نفر و جمعیت مردان ۱۴۰۱۳۱ نفر اعلام شده‌است. مجموعاً ۹۰۰۳۲ خانوار در منطقه هفده زندگی می‌کنند. همچنین بر اساس گزارشی دیگر جمعیت این منطقه براساس سرشماری سال۱۳۹۵ ایران، ۳۴۸٬۵۸۹ نفر (۷۵٬۸۷۲ خانوار) شامل ۲۰۳٬۳۶۴ مرد و ۱۳۵٬۲۲۵ زن می‌باشد.
ویژگی
منطقه هفده به عنوان یکی از مناطق محدوده قانونی حوزه جنوب غربی شهر تهران بر بستر دشت آبرفتی آن قرار دارد. از نظر شکل ظاهری زمین عاری از هرگونه عوارض طبیعی بوده و با ارتفاع متوسط بین ۱۰۰۰ تا ۱۰۲۰ متر به سمت جنوب و جنوب شرقی امتداد یافته‌است. سطح ایستایی آب‌های زیرزمینی این منطقه به‌طور نسبی بالا و میزان رطوبت خاک در عمق ۱۰ متری بستر آن بین ۲ تا ۹ درصد در نوسان است. محدوده آن تحت تأثیر دوگسل مخاطره‌آمیز زلزله تهران قرار دارد. در نتیجه در مقابله با بروز سوانح ناشی‌از وقوع زلزله، یکی از آسیب‌پذیرترین مناطق تهران محسوب می‌گردد. در مقاطعی نیز دربارهٔ این دست چالش‌های منطقه گزارش‌هایی در رسانه‌ها منتشر شده‌است.

## مراکز مهم
در منطقه هفده مراکز متعدد فرهنگی و تفریحی و تجاری و کارگاهی قرار دارد.
- در این منطقه مراکز تجاری متعدد فروش لوازم خودروهای سبک و سنگین، فروشگاه‌های صنایع و مصنوعات آلومینیوم، بازار کیف و کفش امین‌الملک، بازار مبل یافت‌آباد قرار دارد.[۱] از نظر فرهنگی بافتی سنتی و مذهبی دارد و بالغ بر ۱۵۷ باب مسجد، ۶۴ باب حسینیه وجود دارد و همچنین ۵۷۱ هیئت مذهبی در این منطقه فعالیت می‌کنند.[۱] همچنین بقعه امامزاده حسن هم در این منطقه قرار دارد که بر تقویت وجه مذهبی منطقه مؤثر واقع شده‌است.[۱]
- بر اساس گزارش‌ها تا سال ۱۴۰۰ مجموعاً پنج کتابخانه در این منطقه وجود دارد. همچنین منطقه هفده با شصت و نه پارک مجموعاً ۱۰۳۸۹۲۸ متر مربع فضای سبز دارد.[۳] در این مرکز درمانگاه و کلینک‌های متعددی دارد و دارای یک بیمارستان به نام بیمارستان ضیائیان است.

مراکزی تفریحی و فرهنگی
- بوستان بهاران
- بوستان جوانان
- بوستان زمزم
- بوستان نارون
- بوستان اقاقیا
- بوستان گل شب‌بو
- بوستان آلاله
- بوستان تلاش
- بوستان کتاب
- بوستان قلعه‌مرغی
- بوستان هویزه
- بوستان گلزار
- بوستان معلم
- بوستان بومادران
- بوستان گل گندم
- بوستان آفتاب
- بوستان گل محمدی
- بوستان نرگس
- بوستان فرهنگ
- بوستان ابوذر
- بوستان پامچال
- بوستان نسترن
- سینما شهید حاج قاسم سلیمانی
- مجموعهٔ شهربانو
- مزار شهدا بهاران
- مزار شهدا ابوذر
- مزار شهدا زمزم
- امامزاده حسن
- زورخانه هژبر

## مشاهیر
چهره‌های متعدد فرهنگی هنری ورزشی در محله‌های این منطقه به دنیا آمده و بزرگ شدند یا ساکن هستند.
- علیرضا منصوریان
- حسین فرکی
- میلاد محمدی
- مهرداد محمدی
- جواد زرینچه
- وحید هاشمیان
- رضا شاهرودی
- امیرعلی حاجی‌زاده
- محمد ناظری
- بیوک میرزایی
- مجید صالحی
- علیرضا پناهیان
- کیوان وحدانی
- هومن حاجی‌عبداللهی
- آرمین نصرتی
- پهلوان محمد رضا توپچی
- محمود دینی

## محله‌ها
منطقه هفده از سه ناحیه و چهارده محله تشکیل شده‌است.
- آذری (سه‌راه آذری)
- یافت‌آباد
- وصفنارد
- امامزاده حسن
- باغ خزانه
- بلورسازی
- ابوذر شرقی
- ابوذر غربی
- مقدم
- سجاد
- گلچین
- جلیلی
- زمزم
- زهتابی

## حمل و نقل عمومی
منطقه هفده شهرداری تهران دسترسی نسبتاً خوبی به شبکه بزرگراهی و نیز سامانه اتوبوس تندرو و مترو دارد. استخوان‌بندی اصلی شریانی منطقه را دو خیابان ابوذر و سجاد به عهده دارند. خیابان ابوذر توسط میدان مقدم با خیابان قلعه مرغی در ارتباط است. همچنین در راستای شرقی- غربی تا بزرگراه آیت‌الله سعیدی (جاده ساوه) امتداد پیدا می‌کند. این معبر به عنوان یک محور شریانی اصلی، ارتباط بین شرق و غرب منطقه را به وجود می‌آورد. همچنین بلوار سجاد به عنوان یک دسترسی شریانی ارتباط بین شمال و جنوب منطقه را میسر می‌سازد. این خیابان در بخش غربی منطقه با خیابان ابوذر تلاقی کرده و حلقه ارتباطی درون منطقه را فراهم می‌کند. گذر دو خط مترو، با سه ایستگاه، شصت و هفت ایستگاه اتوبوس و گذر دو خط سامانه اتوبوس تندرو از منطقه هفده، مأموریت حمل و نقل شهروندان را بر عهده دارند.
بزرگراه
شهروندان این منطقه از شرق به بزرگراه نواب، از جنوب به بزرگراه چراغی و از غرب به بزرگراه آیت‌الله سعیدی دسترسی دارند.
مترو
* ایستگاه متروی زمزم
- ایستگاه متروی عبدل‌آباد
- ایستگاه متروی شهرک شریعتی

## نگارخانه

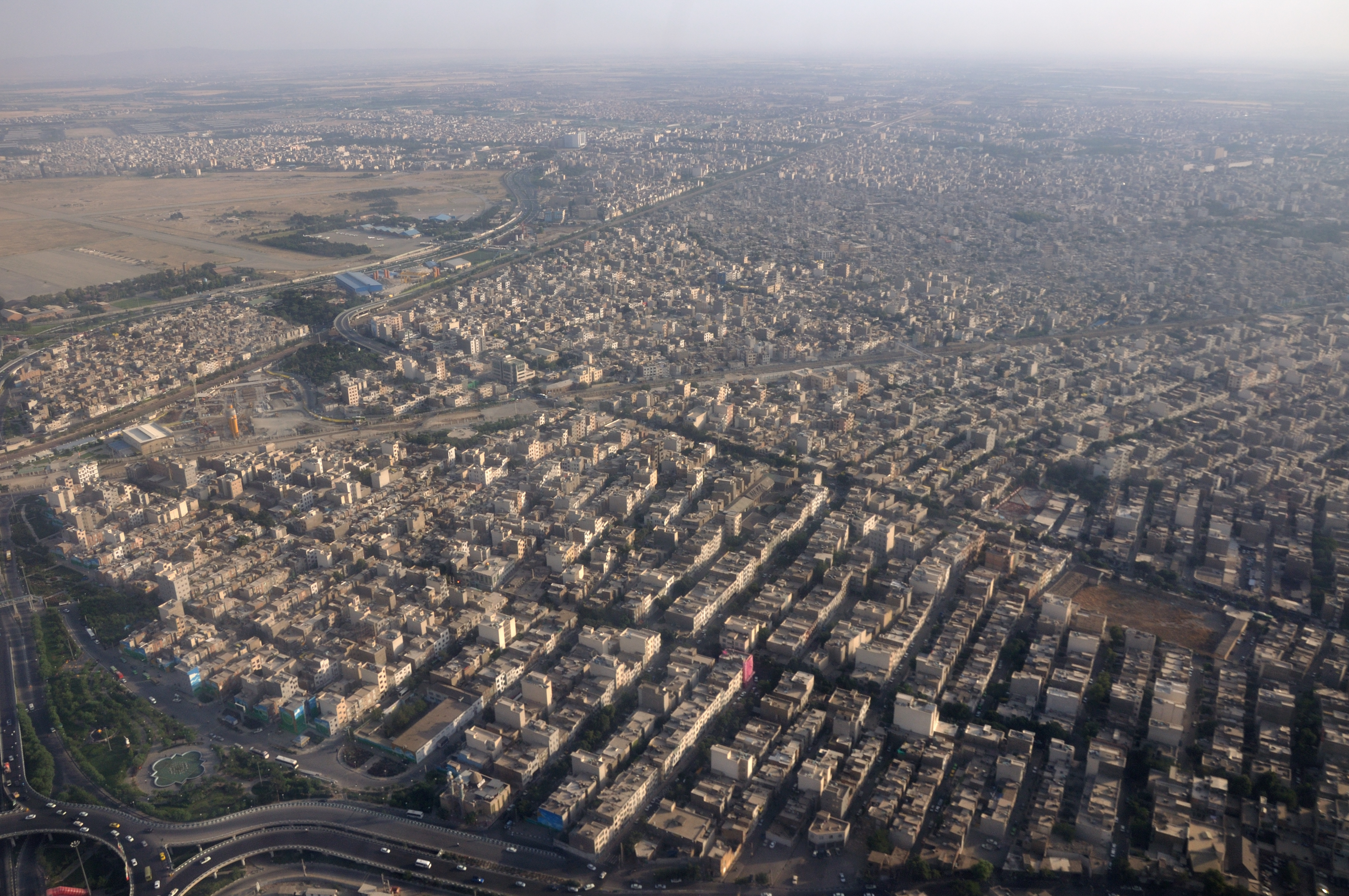